# La resa dei conti (Saul Bellow)
La resa dei conti è un romanzo del Premio Nobel per la letteratura Saul Bellow in cui il cerebralismo e la concisione tornano a costituire la nota dominante.

## Trama
La vicenda del romanzo si svolge a New York nell'arco di poche ore, di una giornata qualunque, durante la quale il protagonista Tommy Wilhelm, quarantenne insicuro e complessato, assiste al crollo improvviso della propria vita, che coinvolge i rapporti affettivi con il padre e con la moglie, le aspirazioni e le finanze. Wilhelm è così costretto a fare un bilancio della propria vita, di fronte al quale dovrà ammettere una sconfitta senza possibilità di riscatto.

## Adattamenti cinematografici
Da questo romanzo è stato tratto il film Seize the Day del 1986, regia di Fielder Cook, con Robin Williams, dove lo stesso Bellow fa un cameo apparendo in un corridoio.

## Edizioni italiane
- Saul Bellow, La resa dei conti, traduzione di Floriana Bossi, Torino, Einaudi (coll. "I coralli" n. 118; "I nuovi coralli" n. 167), 1960, 1976, ISBN 88-06-46045-5.
- Saul Bellow, La resa dei conti, traduzione di Floriana Bossi, Milano, Mondadori (coll. "Oscar narrativa" n. 1738; "Oscar scrittori moderni" n. 1738), 2000, 2010, ISBN 88-04-48252-4.
- Saul Bellow, La resa dei conti, in Romanzi, vol. I, trad. di Floriana Bossi, a cura di Guido Fink, Milano, Mondadori (collana "I Meridiani"), 2007, ISBN 978-88-04-56242-9.